# 大施塔特湖

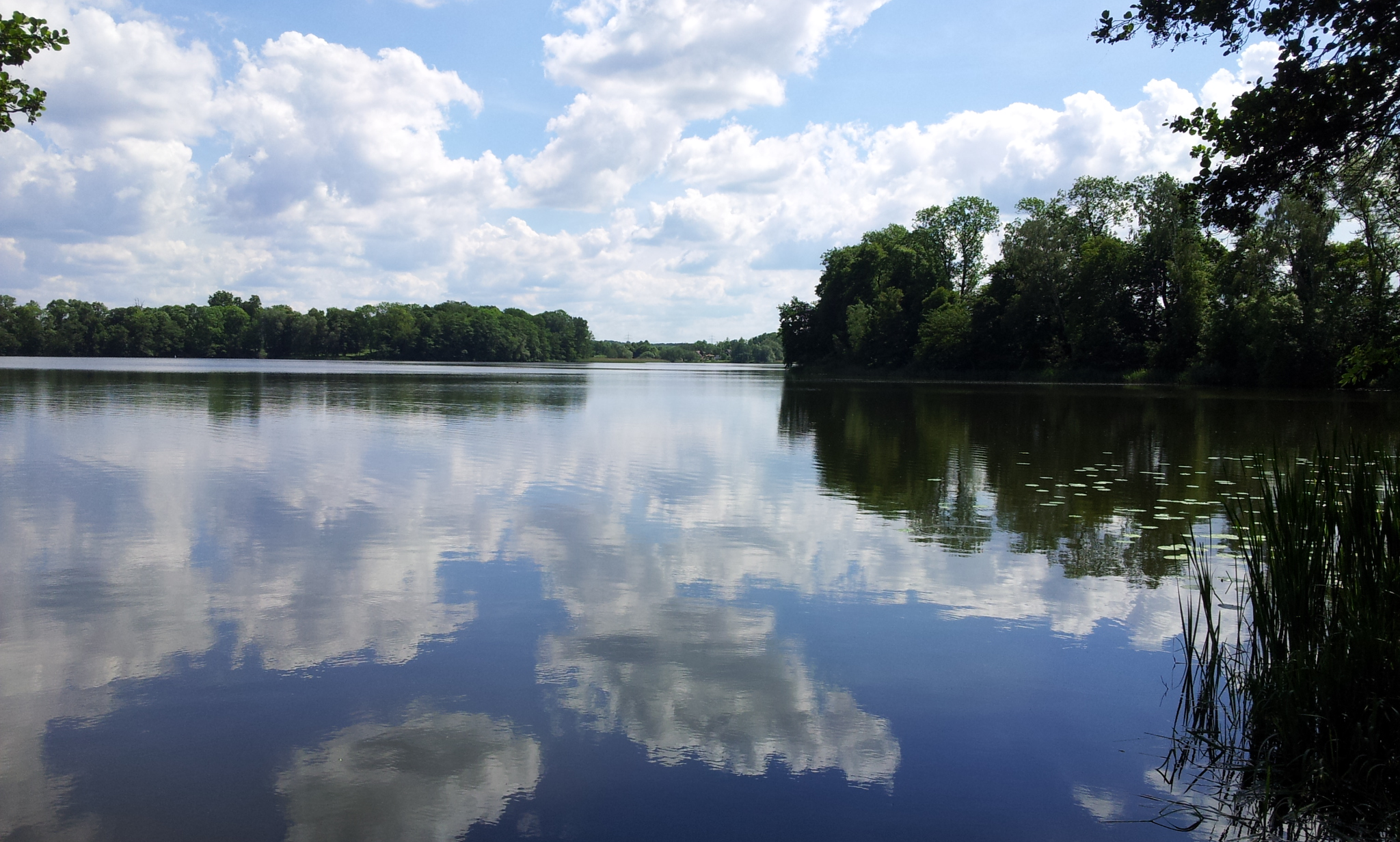

53°29′43″N 13°5′25.81201″E / 53.49528°N 13.0905033361°E
大施塔特湖（德語：Großer Stadtsee），是德國的湖泊，位於該國東北部，由梅克倫堡-前波美拉尼亞州負責管轄，處於梅克倫堡湖區縣，長2.6公里、寬0.7公里，面積0.88平方公里，海拔高度44米，最大水深17米。